# Jota
 For alternative betydninger, se Jota (flertydig). (Se også artikler, som begynder med Jota)
Jota eller iota (uofficiel, men almindelig stavemåde) (Ι ι) er det niende bogstav i det græske alfabet. Lyder som det latinske 'i'.
På engelsk bruges begrebet om en meget lille mængde: "I haven't seen one iota of evidence to support his claim."

## Computer
I unicode er Ι U+0399 og ι er U+03B9.
|   | decimal | hex     | HTML   |
| - | ------- | ------- | ------ |
| ι | &#953;  | &#x3b9; | &iota; |
| Ι | &#921;  | &#x399; | &Iota; |